# Zespół Høyeraala-Hreiðarssona
Zespół Høyeraala-Hreiðarssona (zespół Høyeraala-Hreidarssona, ang. Høyeraal-Hreidarsson syndrome, HHS, cerebellar hypoplasia with pancytopenia; OMIM #300240) – rzadka, zwykle śmiertelna, sprzężona z płcią choroba niemowląt i małych dzieci. Choroba została opisana po raz pierwszy przez grupę kierowaną przez Hansa Martina Høyeraala w 1970 roku. Choroba stosunkowo częściej występuje na Islandii.

## Genetyka
Choroba jest wywołana mutacją w genie DKC1 obecnym na chromosomie X (Xq28) i kodującym dyskerynę. Ze względu na mutację w obrębie tego samego genu uważa się obecnie, iż HHS jest ciężką odmianą (sprzężonego z płcią wariantu) zespołu Zinssera-Engmana-Cole'a (pozostałe cechy tego zespołu nie rozwijają się ze względu na śmierć większości pacjentów z HHS przed 2 rokiem życia). Pojawiają się sugestie, że w części przypadków jest dziedziczona autosomalnie recesywnie. Opinie na temat niezwiązanego z chromosomem X HHS są jednak podzielone, choć takie dziedziczenie sugerował w swojej pierwszej pracy z 1988 roku Stefán J. Hreiðarsson. Wszystkie przypadki dziedziczenia autosomalnego wykryto w rodzinach w których rodzicami byli bliscy krewni; forma ta ma łagodniejszy przebieg niż forma choroby sprzężona z płcią.

## Objawy
- hipoplazja móżdżku,
- małogłowie,
- dystrofia wewnątrzmaciczna,
- niedokrwistość aplastyczna (ponad 90% przypadków[6]),
- pojawiająca się zwykle ok. 5 miesiąca życia i narastająca z czasem pancytopenia, jej początkiem jest zwykle trombocytopenia,
- opóźniona mielinizacja istoty białej mózgu,
- hipoplazja ciała modzelowatego,
- zaburzenia odporności,
- opóźniony wzrost i rozwój psychofizyczny (często wręcz cofanie się w rozwoju motorycznym);

Objawy rzadsze:
- paraliż spastyczny,
- ataksja,
- obniżona masa ciała i wielkość ciała,
- trwałe owrzodzenia języka,
- upośledzenie umysłowe,
- problemy z karmieniem,
- plamica,
- zaburzenia krzepliwości,
- objaw "płonięcia przynasad" w badaniu radiologicznym części dystalnych kości długich,
- ogniskowe wewnątrzczaszkowe zwapnienia,
- uszkodzenia śluzówki w obrębie przewodu pokarmowego,
- krwawe biegunki.

Olbrzymia większość pacjentów umiera przed 2 rokiem życia. Potwierdzono jednak wiele przypadków dłuższego przeżycia (do 4 lat). W przypadkach dziedziczenia autosomalnego recesywnego opisano rodzinę z przeżyciem 7-letnim i 12-letnim.

## Diagnostyka różnicowa
- zespół TORCH
- zespół Aicardiego-Goutièresa/zespół pseudo-TORCH – w zespole tym większość objawów występuje już od momentu urodzenia, często występuje hepatosplenomegalia, a zwapnienia w obrębie mózgu są znacznie częstsze niż w HHS (tu są objawem sporadycznie występującym). Cechą różnicująca jest małe nasilenie objawów w zespole Høyeraala-Hreidarssona w okresie pierwszych 4-5 miesięcy życia (poza małogłowiem i dystrofią). W zespole pseudo-TORCH trombocytopenia ustępuje zwykle do pierwszego roku życia, w HHS objawy nasilają się z czasem. W wypadku HHS objawy mózgowe dotyczą głównie móżdżku w pseudo-TORCH są wyraźniejsze oraz bardziej uogólnione. Dziedziczenie w zespole pseudo-TORCH jest prawdopodobnie autosomalne recesywne. W wypadku typowego zespołu Aicardiego-Goutièresa charakterystyczna jest leukocytoza w zakresie CSF.

## Leczenie
Leczenie koncentruje się głównie na walce z infekcjami. Niektórzy autorzy sugerują przeszczepienie szpiku.